# تدمي الصفاق
تدمي الصفاق(بالإنجليزية: Hemoperitoneum)‏ هو انصباب الدم في التجويف البريتوني.حيث  يتراكم الدم في المساحة ما بين البطانة الداخلية لجدار البطن والأعضاء الداخلية في البطن. ويصنف عموما تدمي الصفاق على أنه أحد حالات الطوارئ الجراحية. وعليه وجب تدخل جراحي سريع لوقف انتشار ونزيف الدم، وإذا لم يعالج، قد يؤدي بسرعة إلى الموت.

## الأسباب
أسباب تدمي الصفاق المعروفة إلى الآن هي ما يلي:
- اختراق الصدمة
- صدمة حادة والإصابات الأكثر شيوعا من خلال الادوات  الصلبة والتي تقد تصيب الكبد والطحال.
- الحوادث الوعائية، مثل تمزق في الشريان الأورطي البطني، الحرقفة وتمدد الأوعية الدموية، أو تكدد الطحال في الأوعية الدموية.
- نزيف بسبب تمزق خارج الرحم خلال فترة الحمل أو تمزق الرحم.

- تمزق كوربوس الأصفر في بعض الحالات.
- الأقل شيوعا، وهو النزيف بسبب ثقب قرحة المعدة.
- نزيف بسبب تمزق من ورم داخل البطن، (على سبيل المثال، ورم أرومي كبدي)
- التخثر المنتشر داخل الأوعية الدموية
- تناول البعض  جرعة عالية من مضادات التخثر (سيولة الدم)
- انثقاب القولون .[2]

## العلاج
يكون العلاج من خلال  التدخل الجراحي لوقف حالة النزيف ونقل الدم للمصاب لتعويضه عن النقص إذا كان كبيراً وعلاج واصلاح الأضرار في المناطق  والتي سببت التدمي.